# Ranunculus cornutus
Ranunculus cornutus DC. – gatunek rośliny z rodziny jaskrowatych (Ranunculaceae Juss.). Występuje naturalnie w północno-wschodniej Afryce oraz w zachodniej i środkowej Azji. 

## Rozmieszczenie geograficzne
Rośnie naturalnie w Libii, Egipcie, Izraelu, Jordanii, Libanie, Syrii, na Cyprze, w Turcji, na Kaukazie, w Iraku, Iranie oraz Afganistanie. W Izraelu gatunek ten jest rzadko spotykany w Górnej i Dolnej Galilei, na Wzgórzach Golan oraz równinie Szaron. Na Cyprze jest gatunkiem autochtonicznym i występuje na całym obszarze wyspy, z wyjątkiem jej południowej części. W Turcji został zaobserwowany w prowincjach Stambuł, Zonguldak, Izmir, Elazığ (w miejscowości Mollakendi, 10 km na południowy wschód od miasta Elazığ, na wysokości 1100 m n.p.m.), Konya (33 km na południe od miasta Beyşehir, na wysokości 1250 m n.p.m.), Hatay (góra Kılıç Dağı), Gaziantep, Diyarbakır (5 km na południe od miasta Diyarbakır, na wysokości 650 m n.p.m.), Mardin, Siirt (w okolicach miejscowości Baykan, na wysokości 820 m n.p.m.) oraz Şanlıurfa (na południe od miasta Birecik, na wysokości 465 m n.p.m.). W Iraku występuje na pogórzu Wyżyny Irańskiej i w Mezopotamii. 

## Morfologia
PokrójWyprostowana lub płożąca roślina jednoroczna o nagich lub lekko owłosionych pędach. Dorasta do 12–35 cm wysokości.
LiścieSą trójdzielne. Brzegi są ząbkowane. Ogonek liściowy jest mniej lub bardziej i ma 6–15 cm długości.
KwiatySą pojedyncze. Pojawiają się w kątach pędów. Mają żółtą barwę. Dorastają do 14–20 mm średnicy. Mają 5 owalnych działek kielicha, które dorastają do 7 mm długości. Mają 5 owalnych płatków o długości 6–10 mm.
OwoceNagie niełupki o długości 5–8 mm.

## Biologia i ekologia
Rośnie na wilgotnych łąkach oraz terenach skalistych. Występuje na wysokości do 1500 m n.p.m. Kwitnie od lutego do maja.

## Ochrona
W Czerwonej księdze gatunków zagrożonych został zaliczony do kategorii LC – gatunków niższego ryzyka. Roślina jest powszechna zasięgu swojego występowania, ale jej tendencja populacji nie jest znana. Według IUCN nie ma informacji na temat działań ochronnych dla tego gatunku. Zalecane są dalsze badania na temat wielkości populacji oraz jej zagrożeń.